# Canton de Quimper
Le canton de Quimper est un ancien canton français situé dans le département du Finistère.

## Histoire
Le canton de Quimper est créé en 1790. Il est supprimé par le décret du 10 août 1961 qui le scinde en deux pour former le canton de Quimper-1 et le canton de Quimper-2.

## Composition
Lors de sa disparition, le canton était composé de quatre communes :
- Quimper (chef-lieu),
- Ergué-Gabéric,
- Plomelin,
- Pluguffan.

## Représentation

### Conseillers généraux de 1833 à 1973
| Période | Période          | Identité                                               | Étiquette     | Qualité |
| ------- | ---------------- | ------------------------------------------------------ | ------------- | --- |
| 1833    | 1836             | Alain Bohan (1775-1838)                                |               | Armateur, chirurgien-major retraité, Loctudy                                                                  |
| 1836    | 1871             | Jean-François Corentin Guyot (1791-1879)               |               | Avoué, avocat, ancien juge suppléant, ancien maire de Quimper (1835-1836) Président du Conseil Général        |
| 1871    | 1877             | Jean-René Bolloré                                      | Droite        | Fabricant de papiers                                                                                          |
| 1877    | 1895             | Joseph Astor                                           | Rép.mod       | Officier Maire de Quimper (1870-1896) Sénateur (1890-1901)                                                    |
| 1895    | 1901             | Jules Soudry (1843-1918)                               | Progressiste  | Avoué à Quimper                                                                                               |
| 1901    | 1911 (démission) | Henri Pierre Marie de Beauchef de Servigny (1874-1935) | Conserv       | Avocat puis magistrat, propriétaire à Quimper                                                                 |
| 1911    | 1919             | Antoine Canet                                          | Rép.G         | Conseiller municipal de Quimper Président de la Chambre de commerce                                           |
| 1919    | 1928 (décès)     | Théodore Le Hars                                       | Rép.G→Rad.ind | Maire de Quimper (1902-1914 et 1920) Sénateur (1920-1928)                                                     |
| 1928    | 1937             | Louis Feunteun                                         | Rad.ind       | Agriculteur, maire d'Ergué-Armel                                                                              |
| 1937    | 1940             | Jean-Louis Tanguy                                      | URD           | Maire d'Ergué-Gabéric                                                                                         |
|         |                  |                                                        |               | |
| 1945    | 1951             | Joseph Danion (1889-1956)                              | MRP           | Propriétaire à Kerfeunteun, Quimper                                                                           |
| 1951    | 1955             | Joseph Halléguen                                       | RPF puis ARS  | Chargé de mission au cabinet de Jacques Soustelle Maire de Quimper (1947-1953) Député de la Seine (1951-1955) |
| 1955    | 1970             | René Coadou (1917-1972)                                | MRP puis CD   | Maire de Pluguffan (1947-1972)                                                                                |
| 1970    | 1973             | Léon Goraguer                                          | DVG           | Instituteur puis directeur d'école Maire de Quimper (1967-1975) Elu en 1973 dans le Canton de Quimper-2       |

### Conseillers d'arrondissement (de 1833 à 1940)
| Période                                  | Période      | Identité                                                          | Étiquette       | Qualité |
| ---------------------------------------- | ------------ | ----------------------------------------------------------------- | --------------- | --- |
| 1833                                     | 1833         | Guillaume Louis Alexandre de Leissègues de Légerville (1765-1835) |                 | Avocat, ancien bâtonnier, ancien juge, ancien maire de Quimper (1815-1821)                                  |
| 1833                                     | 1848         | Jean-Baptiste Benjamin Cropp (1803-1883)                          |                 | Juge au Tribunal civil de Quimper                                                                           |
| ...                                      | ...          |                                                                   |                 | |
| 1871                                     | 1880         | René Jean Daniel (ca.1825-1899)                                   | Rép.mod         | Cultivateur, maire de Plomelin                                                                              |
| 1880                                     | 1886         | Jules Soudry (1843-1918)                                          | Rép.mod         | Avoué à Quimper                                                                                             |
| 1886                                     | 1902 (décès) | Yves Diligeart (1856-1902)                                        | Rép.mod         | Maire d'Ergué-Armel (1892-1902)                                                                             |
| 1902                                     | 1910         | Jean-René Cornic                                                  | Prog            | Conseiller municipal de Kerfeunteun                                                                         |
| 1910                                     | 1928         | Alain Feunteun                                                    | Prog→Rép.G      | Agriculteur, Maire d'Ergué-Armel (1902-1925)                                                                |
| 1928                                     | 1940         | Sébastien Bernard                                                 | Rad.ind→Rad-soc | Premier adjoint au maire de Kerfeunteun                                                                     |
| 1940                                     |              |                                                                   |                 | Les conseils d'arrondissement ont été suspendus par la loi du 12 octobre 1940 et n'ont jamais été réactivés |
| Les données manquantes sont à compléter. |              |                                                                   |                 | |